# Municipio de Garland (Dakota del Sur)
El municipio de Garland (en inglés: Garland Township) es un municipio ubicado en el condado de Brown en el estado estadounidense de Dakota del Sur. En el año 2010 tenía una población de 64 habitantes y una densidad poblacional de 0,83 personas por km².

## Geografía
El municipio de Garland se encuentra ubicado en las coordenadas 45°38′34″N 98°23′37″O / 45.64278, -98.39361. Según la Oficina del Censo de los Estados Unidos, el municipio tiene una superficie total de 76.77 km², de la cual 76,77 km² corresponden a tierra firme y (0 %) 0 km² es agua.

## Demografía
Según el censo de 2010, había 64 personas residiendo en el municipio de Garland. La densidad de población era de 0,83 hab./km². De los 64 habitantes, el municipio de Garland estaba compuesto por el 96,88 % blancos y el 3,13 % eran de una mezcla de razas. Del total de la población el 0 % eran hispanos o latinos de cualquier raza.